# 나고야성

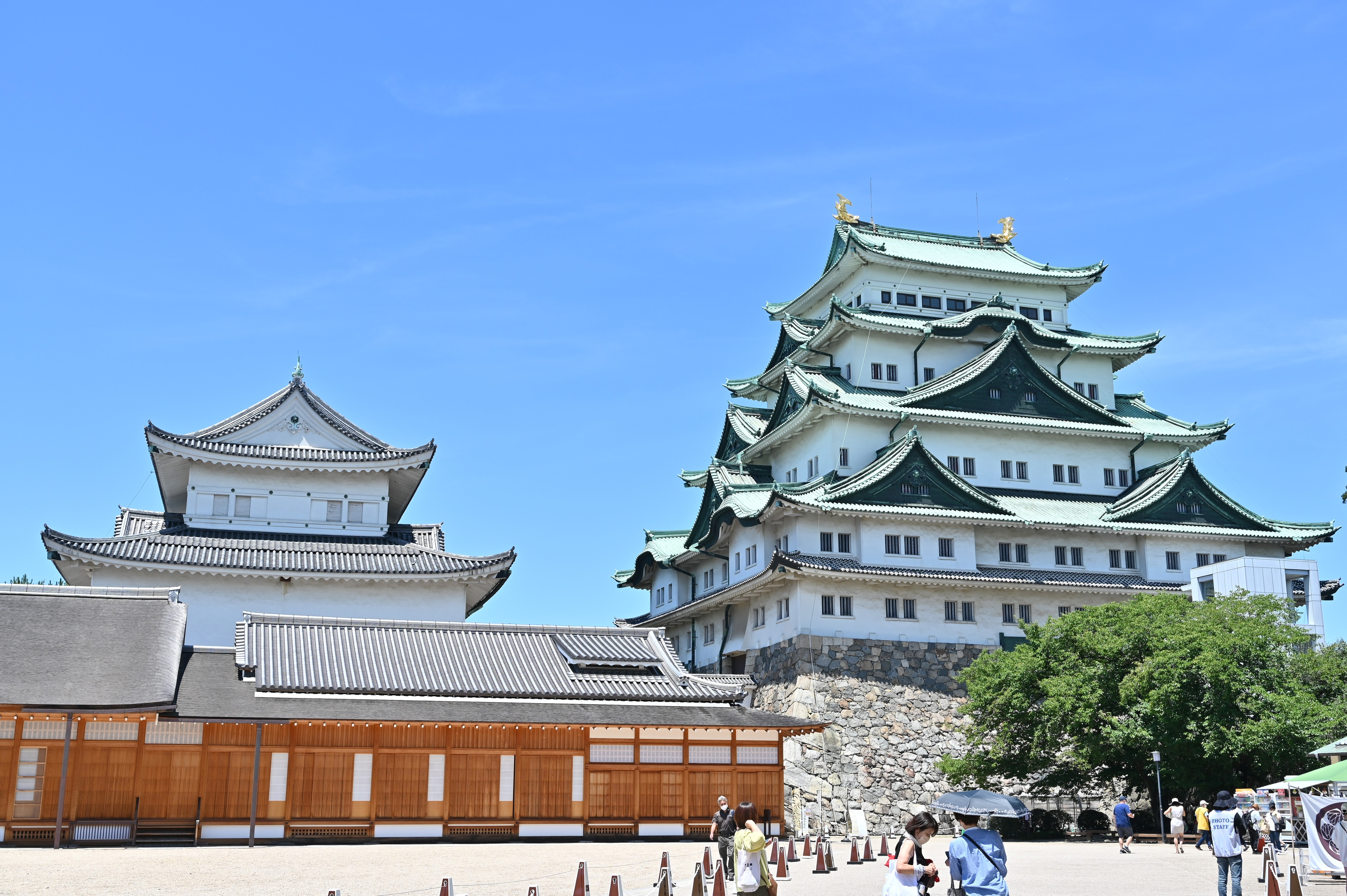
소천수(좌)와 대천수(우)

나고야성(일본어: 名古屋城 나고야조[*])은 오와리국 아이치 군 나고야에 있었던 성이다. 오와리 도쿠가와가 17대의 거성으로 긴코조(金鯱城), 오사카성과 함께 긴죠(金城,금성)로도 불린다. 성이 있는 곳은 현재 아이치현 나고야시 나카구·기타구의 메이조 공원에 있다. 이세 민요에도《이세는 나루를 품고, 나루는 이세를 품고, 오와리 나고야는 성을 품네》라는 대목이 나온다. 오사카성, 구마모토성과 더불어 일본 3명성이다. 천수에 놓인 긴샤치는 성뿐만 아니라 나고야의 상징이다. 이마가와 가문과 오다 가문의 나고야 성(那古野城)은 지금의 아이치현 나고야시 나카구의 나고야 성 니노마루에 위치한다. 옛 나고야 성은 오다 노부나가가 태어난 곳이기도 하다.

## 역사

### 센고쿠 시대
16세기 초기에 이마가와 우지치카가 오와리 진출을 위해 축성한 야나기노마루가 나고야 성의 기원이다. 이 성은 지금의 나고야 성 니노마루에 있었다고 추측된다. 1532년 오다 노부히데가 이마가와 우지토요로부터 탈취해 나고야 성(那古野城)이라고 개명한다.
노부히데는 잠시 동안 성에 거주하며 이 곳에서 아들 오다 노부나가를 낳았다고 한다. 후에 노부히데는 후루와타리 성으로 거처를 옮겼다. 그리고, 나고야 성은 노부나가의 거성이 되었지만, 1555년 노부나가가 기요스성으로 거처를 옮겼기 때문에 폐성되었다.

### 에도 시대
기요스 성은 오랫동안 오와리의 중심이었지만, 1600년 일어난 세키가하라 전투 이후 정치정세의 대응과 수해에 취약한 기요스의 지형의 문제등의 이유로 도쿠가와 요시나오(오와리번 초대 번주, 도쿠가와 이에야스는 아홉 번째 아들)의 거성으로써, 1609년 나고야 성 축성을 결정한다. 1610년 서국의 여러 다이묘에 데쓰다이부신으로 성을 짓기 시작한다.
축성 담당은 다키가와 다다유키, 사쿠마 마사자네외 5명, 작업 담당은 오쿠보 나가야스, 고보리 마사카즈외 9명에게 맞겼다. 건물의 입지와 배치는 도도 다카토라라고 전해지며, 석벽은 여러 다이묘가 분담해서 쌓았다고 한다. 그리고, 그 중에서 가장 고도의 기술을 요하는 천수의 석벽은 가토 기요마사가 했다고 한다. 천수는 작업 담당인 고보리 마사카즈, 목수들의 수장인 나카이 마사키요가 했다고 전해지고 있다. 단, 목수들 수장에 관해서는 오카베 마타베에란 설도 있다. 1612년 대천수가 완성되었다.
기요스로부터 이주는 나고야 성하 마을을 조성한 1612년부터 도쿠가와 요시나오가 나고야 성으로 거처를 옮긴 1616년동안 행해졌다고 사료된다. 이 이주를 기요스 고에시라고 한다. 가신, 마을 주민은 물론, 사찰 10사, 신사 3사, 기요스 성 소천수도 옮겨 철저하게 준비되었다고 한다.
1634년에는 도쿠가와 이에미쓰가 천황이 있는 교토로 갈 때 들르기도 했다.

### 메이지 시대이후
메이지 유신 후, 오와리 번 제14대 번주 도쿠가와 요시카쓰는 신 정부에 대해 나고야 성을 해체 매각하고 긴샤치의 헌상하겠다고 주청한다. 그러나, 주일 독일공사 맥스 폰 프란트와 육군 제4국장대리인 나카무라 시게토 대령의 상소에 따라 야마가타 아리토모가 성곽 보존을 결정했다. 이때 천수는 혼마루 어전과 함께 보존되었다.
1872년(메이지 5년) 도쿄 진다이를 성 안에 두었다. 1873년(메이지 6년) 나고야 성의 도쿄 진다이가 나고야 진다이로 되었다가, 1888년(메이지 21년) 제 3사단으로 되어 종전까지 계속 주둔했었다.
보존된 혼마루는 1891년(메이지 24년) 노비 지진에 의해 혼마루의 세이난 망루(西南隅櫓)와 다몬 망루(多聞櫓)의 일부가 파손되었지만, 천수와 혼마루 어전은 큰 피해가 없었다. 1893년(메이지 26년) 혼마루는 육군성 관할에서 궁내성으로 이관되어 나고야 이궁(名古屋離宮)이라고 불렸다. 그 후, 나고야 이궁은 1930년(쇼와 5년) 폐지되어 궁내성으로부터 나고야시로 이관되었다.
나고야 시는 나고야 성을 시민에 일반공개하였고, 이 즈음 건축물과 장벽화는 국보(舊 국보)로 지정되었다. 그러나, 1945년(쇼와 20년) 5월 14일 나고야 공습때 혼마루 어전, 대천수, 소천수, 도호쿠 망루(東北隅櫓), 정문, 긴샤치등이 소실되었다.
전후, 산노마루를 뺀 성터는 성의 북동쪽에 있었던 저습지 터와 함께 메이조 공원으로 되었다. 공원안에는 전쟁의 화마를 피한 3개의 망루와 3개의 문, 니노마루, 정원의 일부가 보존되어 있다. 또, 일부 해자를 메워 많이 변했지만, 흙으로 쌓은 보루, 해자, 문등이 산노마루를 포함해서 비교적 온전히 남아있다.
천수는 1959년(쇼와 34년)에 재건되어, 복원된 긴샤치와 함께 나고야 시의 상징이 되었다.
혼마루 어전의 복원은 1994년(헤이세이 6년) 5월 14일에 시민봉사단체인 혼마루 어전 포럼이 설립을 시작으로 2002년(헤이세이 14년)부터 재건기금을 모았다. 2009년(헤이세이 21년) 복원공사를 착공하여 2013년(헤이세이 25년)에 제1기로 현관과 표서원의 공개를 개시하였으며, 2016년(헤이세이 28년) 6월 제2기로 대면소와 하어선소가 공개를 개시하였으며 장벽화도 복원되어 2018년 6월 8일 혼마루 어전 복원이 종료되어 완전히 공개되었다.
한편, 나고야 성 천수각은 2018년 5월부터 목조복원을 진행하고 있으며 이로 인해 천수각의 입장을 금지하고 있다.

## 구조

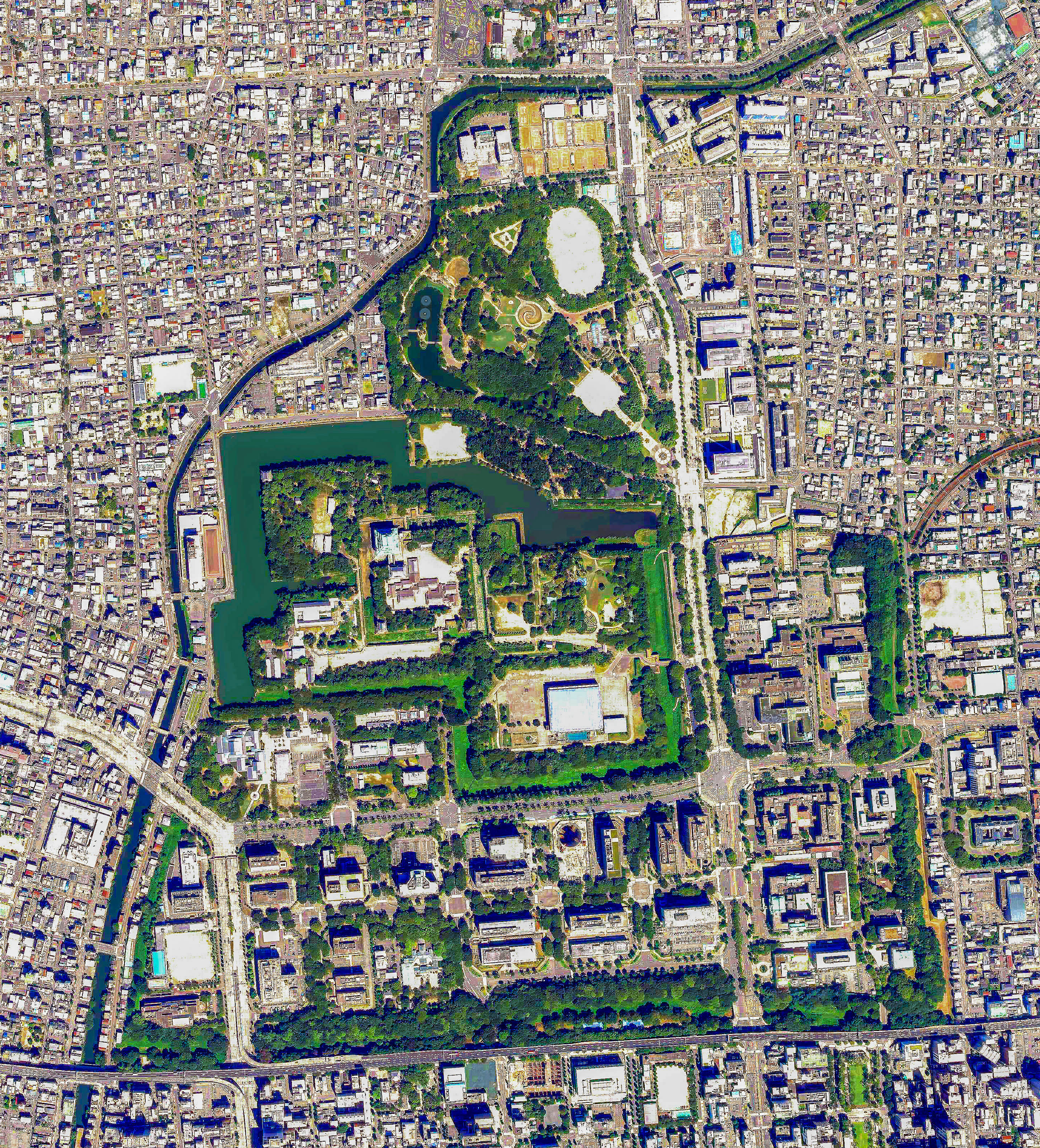
나고야 성의 항공사진, 1977년 촬영
〈일본국토교통성〉

### 입지
나고야 성은 쇼나이 강이 만들어낸 노비 평야 서북단에 위치해 있다. 그리고, 그 장소는 북쪽에서 노비평야를 한눈에 조망할 수 있는 군사적 요충지에 해당한다.
축성전, 나고야 성이 위치하고 있는 대지(臺地)는 서쪽면과 북쪽면이 깎아지른 절벽이었다. 그 절벽 밑에는 저습지가 있어, 천연의 방어라인을 형성했다. 또, 대지의 서쪽 끝에 접해있는 호리가와 강 주위를 파, 이세 만에 인접한 항구(아쓰타 신궁 앞마을)로부터 축성물자 수송과 나고야 성하 마을의 서쪽을 지키는 역할도 겸하고 있다.
이와 같이 나고야 성의 입지로 볼 때 오사카성의 도요토미 가문등의 서국 다이묘가 도카이도를 지나 에도로 진격하는 것을 고려해 지어진 성이라고 생각된다.

### 기본 배치
나고야 성의 방어라인은 각각의 성곽이 곧게 뻗은 직사각형태인 성벽을 많이 가지고 있다. 각 모퉁이는 직각으로 단순하 되어 있다. 따라서, 히메지성과 같이 복잡한 굴곡을 많이 가진 구조를 좋아하는 에도 시대 군사학자에게는 썩 좋게 보이지 않았다. 그래서 어느 군사학자는 "방어라인이 좋지 않다."라고 혹평했다.
그러나, 현대의 성곽 연구자들로부터는 다음과 같은 의견을 나타냈다. 즉, 나고야 성이 축성된 에도 시대초기는 공성전술, 기술이 성숙된 시기로 있고, 이 시점에서 볼 때, 성으로의 공격에 대비해 도카이도 방위의 최대 거점으로 나고야 성이 선정했던 것을 감안하고 나서 방어라인을 평가해야 된다. 당시 성에서 농성전을 할 때, 방어, 전략, 전술을 어떻게 기획, 분석, 판단했는지를 생각한다면, 단순히 방어라인이 좋다거나 나쁘다고 단언할 수 없다는 점을 들 수 있다.
구조는 전형적인 제곽식 평성으로 혼마루를 중심에 놓고, 남동쪽을 니노마루, 남서쪽을 니시노마루, 북서쪽을 오후케마루가 둘러싸고 있다. 더욱이 남에서 동으로 걸쳐 산노마루가 덮어 싸고 있다.
혼마루의 3개의 출입구 안에는 남쪽의 오테 문과 니노마루의 2개소의 가라메테 문이 있다. 그리고, 해자 안쪽에는 2중 성문으로 된 마스가타(桝形)딸린 문이 있고, 해자 바깥쪽에는 우마다시(馬出し)가 있어 성의 입구를 2중으로 두텁게 했다. 마스가타내 통로를 굴곡시켰고 주위를 다몬 망루로 둘려싸 적의 행군을 어렵게 했다. 또, 외성곽으로부터 토교(土橋)를 통해 우마다시로 들어오는 통로에는 장해가 되도록 직선형태의 작은 석벽이 있으며, 혼마루 뒤쪽으로 향할 수 없도록 되어 있다. 우마다시의 배치도 정교해서, 일부 성곽을 점령하더라도 혼마루에는 쉽게 진입할 수 없는 구조로 되어 있다. 또, 어느 출입구가 공격을 받으면, 또 다른 출입구에서 출격해 격퇴하도록 설계되었다.
서쪽과 북쪽에는 해자 및 저습지로 막혀 있으며 남쪽과 동쪽에는 산노마루가 니노마루와 니시노마루를 둘러싸 막고 있다. 그리고 그 바깥쪽에는 폭이 넓은 빈 해자와 해자가 있는 외성곽으로 구성돼 있다.
더욱이 그 바깥에는 소가마에 또는 소쿠루와라고 불리는 외성과 성하 마을이 자리잡을 계획이었다. 그 크기는 서쪽으로는 히와지마하시(枇杷島橋), 남쪽은 옛 후루와타리 성부근(古渡旧城下), 동쪽으로는 야다가와하시(矢田川橋)에 이르는 광대한 지역이지만, 오사카 전투가 끝난후에 건설은 중지되었다. 이로 볼 때, 나고야 성의 축성목적이 무엇이었는지 명확히 알 수 있다.

### 천수

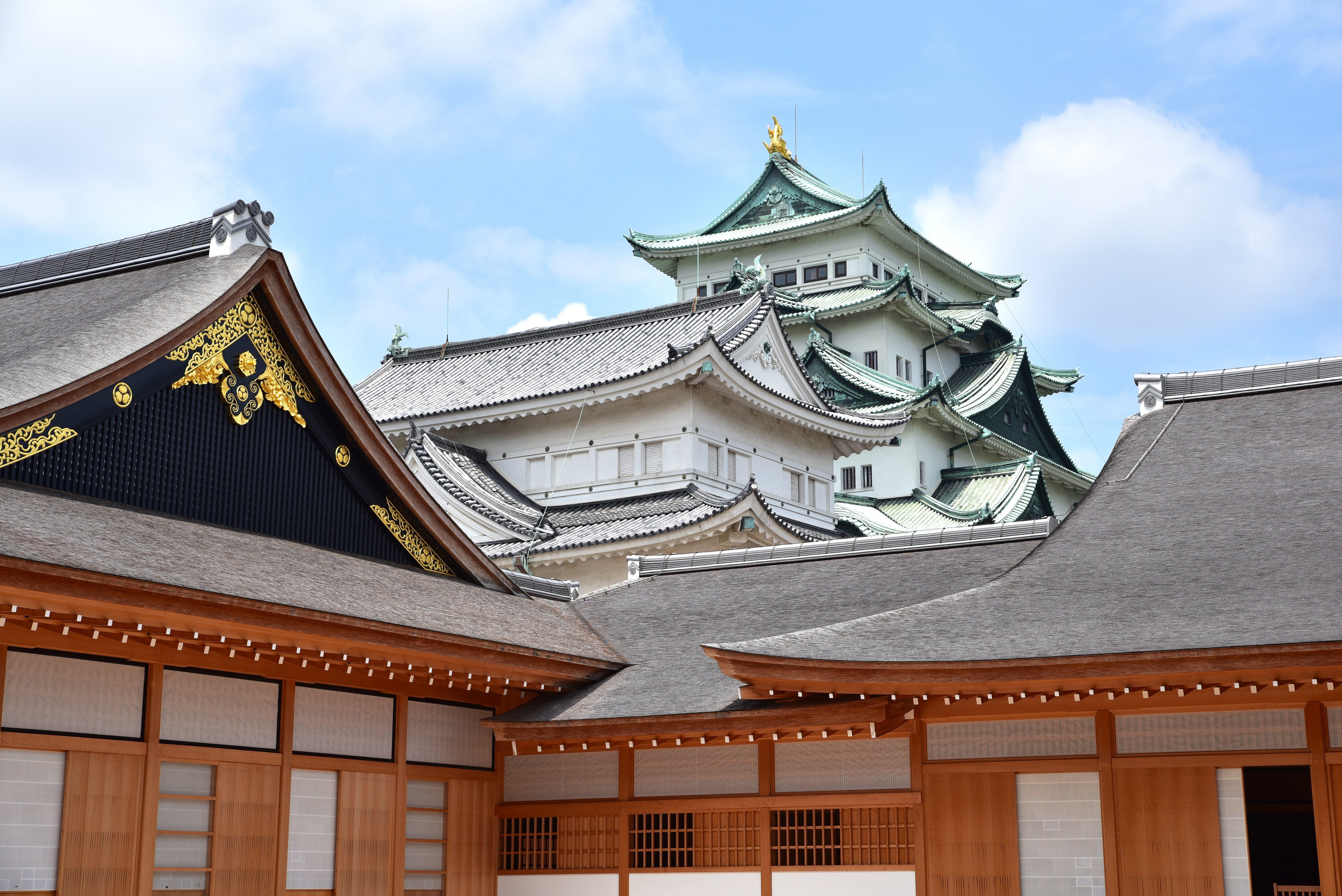
혼마루 어전의와 대천수

천수는 혼마루 북서쪽 구석에 위치해 있다. 에도 시대초기 성곽을 대표하는 것중 하나이다. 대천수와 소천수를 연결하는 형태이고, 대천수 지붕위에는 도쿠가와 가문의 영화를 나타내는 긴샤치로 장식되어 있다.
대천수는 5층5계, 지하 1층으로 된 건물로, 높이 55.6m(석축 19.5m, 본체 36.1m)로 18층 고층건물에 상응한다. 높이야 말로 에도 성과 도쿠가와 가문이 다시 축성한 오사카 성의 천수에는 미치지 않치만, 면적으로 치자면, 두 천수를 능가하는 4,424.5m2을 자랑한다. 그 내부에는 1,759장의 다다미가 깔려있다. 천수의 구조는 승탑형이라 불리며, 천수 받치는 아래층에 지붕은 팔짝 지붕이 아니다. 따라서, 천수 자체의 균형을 잡기 위해, 천수 한층의 평면이 대체적으로 정사각형의 형태를 띠게 되었다.
소천수는 2층2계, 지하 1층으로 대천수의 현관 역할을 한다. 평면은 직사각형으로 외견상으로는 대천수에 가려 소박하게 보이지만, 실제로는 다른 성의 3층 천수보다도 훨씬 크다.
천수는 1612년에 완성되었고, 이후 333년간 나고야에 그 위용을 뽐냈다. 도중, 몇 번의 지진과 화재로부터의 소실을 모면했고, 메이지 유신후 폐성의 위기도 벗어났다. 그리고, 진도 8.0의 노비 지진도 잘 견뎌냈지만, 1945년 공습에 의해 천수대만 남긴 채 소실되었다.
천수의 재건을 시작한 것은 1957년 나고야 시 제정 70주년 기념사업의 일환으로 재건이 시작되었다. 이 때, 대천수를 목조건물로 지을지를 결정하는 논의가 있었지만, 결국 석벽내에 케이슨기초를 설치하고, 그 위에 철골철근콘크리트(SRC) 구조로 대천수를 짓게되었다. 석벽자체만으로 건물의 중량을 이겨낼지 우려도 있었기 때문에, 기공식은 1958년 6월 13일, 준공식은 1959년 10월 1일에 했다. 그에 앞서 6일전에는 태풍 베라의 영향으로 나고야 시를 비롯 도카이도 지방 전역이 큰 피해를 입었다. 재건된 대천수 내부에 엘리베이터를 설치했다. 외관은 충실히 재현했지만, 최상층에는 전망대로서의 역할 때문에 소실전보다 창이 더 커졌다. 그래서 아랫층과 비교하면 약간의 위화감이 존재한다.
현재는 목조 구조로의 복원을 위해 2018년 5월 7일부터 천수각의 입장이 금지되고 있다.

### 혼마루의 망루, 문

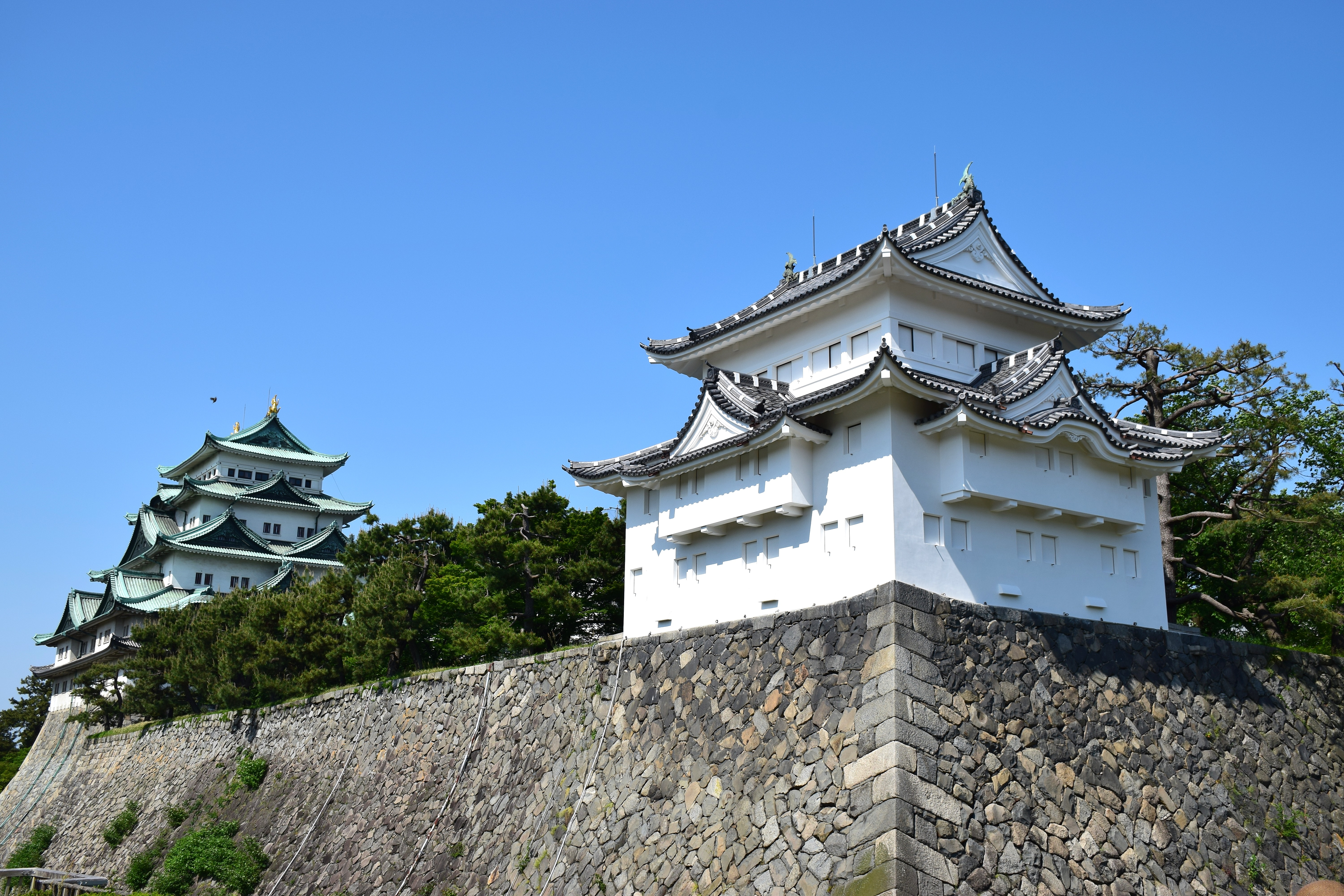
세이난 망루(앞)와 대천수(뒤)

혼마루는 대부분 정사각형의 형태이며, 북서쪽 구석에 천수, 그 밖에 3 곳의 구석진 부분에는 스미 망루가 지어져있다. 문은 남쪽에 정문인 미나미 문(南御門), 동쪽에는 히가시 문(東御門), 북쪽에는 아카즈 문(不明御門)이 있다. 그리고, 다몬 망루가 혼마루 주위를 둘러싸고 있다.
스미 망루는 모두 2층3계의 구조로 지어졌으며, 그 규모는 타 지역의 천수와 비교될만 하다. 또, 외관도 각각 달라, 외관 디자인에 신경을 썼던 것으로 보인다. 현존해 있는 망루는 남동쪽의 도난 망루(東南隅櫓), 남서쪽의 세이난 망루(西南隅櫓)이며, 북동쪽의 도호쿠 망루(東北隅櫓)는 전화로 소실되어 망루대만 남아 있다.
미나미 문과 히가시 문은 마스가타를 가진 2중 성문 구조를 채용했다. 그리고, 아카즈 문은 암문(闇門) 형식의 비상구였다. 하지만, 불행히도 전화로 소실되었다. 현존하는 성문은 미나미 니노 문(南二之門: 미나미 문의 두 번째 문)이다.
다몬 망루는 간단한 성벽이 아니라, 하나의 연결된 망루라고 생각하면 된다. 이점에서 기존의 스미 망루와 다른 점이다. 스미 망루는 점의 형태로 방어를 하지만, 다몬 망루는 선의 형태로 방어를 하기 때문이다. 그리고, 다몬 망루는 내부에 병장기를 보관하거나 비상식량을 수납했다. 안타깝게도 노비 지진 때 모두 파손되거나, 철거되었다.

### 혼마루 어전

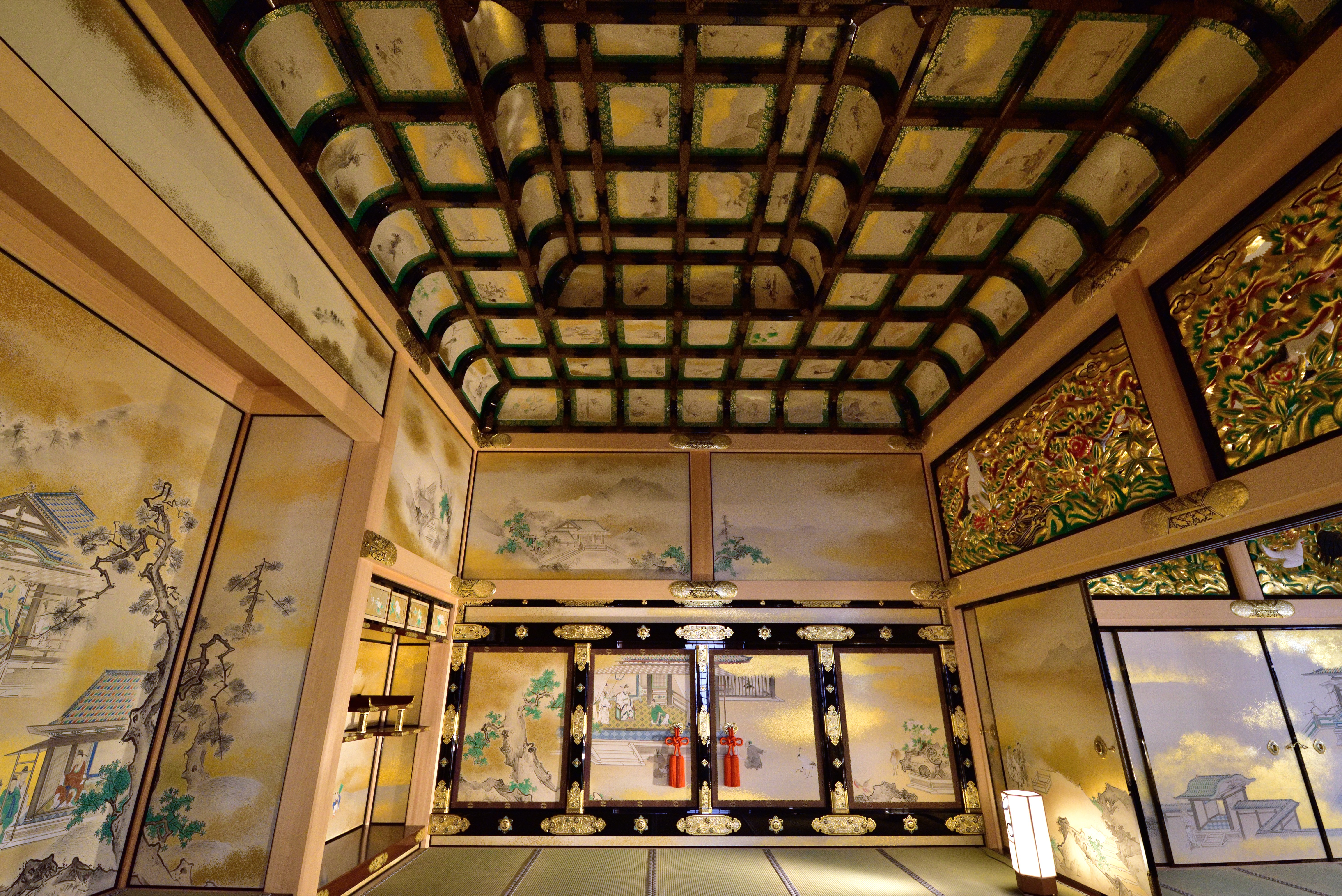
혼마루 어전

평상시 성주가 거처하는 어전이다. 실제 나고야 성이 축성된 직후에는 그랬지만, 1620년 쇼군 상경시에 황족이나 쇼군, 고위관료 전용 거처로 삼기로 결정했기 때문에, 이후 번주는 니노마루에서 기거하였다. 실제 혼마루 어전을 사용했던 쇼군은 도쿠가와 히데타다와 도쿠가와 이에미쓰뿐이었다. 그 후 전혀 사용되지 않고, 경비와 관리만 할 뿐이었다.
황족, 고위관료, 쇼군 전용인 탓에 혼마루 어전은 니조 성에 필적할 만큼 호화로운 건물로 알려져있다. 미나미 문으로부터 들어서면 입구인 시키다이(式台)가 있으면 그 안쪽에는 현관이 지어져있다. 그 밖에도 히로마(広間), 번주의 침실이 있는 쇼인(書院), 부엌인 가미다이도코로(上台所), 시모다이도코로(下台所) 등의 역사가 나란히 지어져 있으며, 각종 창고와 반쇼(番所)도 지어져있다.
이들 건물들은 모두 태평양 전쟁에서 소실되었지만, 내부에 있던 장벽화 일부는 스미 망루등에 보관해 두었기 때문에 무사할 수 있었다. 장벽화는 중요문화재로 지정되었으며, 오랜 복원 공사를 마치고 2018년 6월 완전히 개방하였다.

### 니노마루
니노마루는 혼마루 남동쪽에 위치해 있고, 미나미 문과 히가시 문의 우마다시에 접해있다. 그 면적은 혼마루, 니시노마루, 오후케마루, 이 3곳의 면적에 상응한다. 성이 건축될 당시 번주는 혼마루에 거주했었다. 그리고, 니노마루에는 쇼군의 거처로 고자쇼(御座所)를 건립했다. 도쿠가와 이에야스와 쇼군 초기 히데타다는 상경과 오사카 전투가 있을 때 니노마루에 머물렀다. 그러나, 혼마루 어전이 쇼군 전용으로 되면서, 니노마루에 있던 히라이와 지카요시의 저택을 개수하여 1618년 니노마루 어전으로 삼았다. 이후 이 니노마루 어전은 오시로(御城)로 불렀으며, 번주의 거처 및 오와리 번의 번청으로써 기능을 담당했다.
니노마루의 방어시설로는 북동, 남서, 남동쪽에 L자 형의 스미 망루를 세웠고, 남쪽 변 중앙에 다이코 망루(太鼓櫓)가 있었지만, 북쪽 변과 북서쪽에는 방어 시설로 볼 수 없는 누각을 배치했기 때문에, 아마 니노마루 정원에서의 보이는 경관을 고려했다고 생각된다. 서쪽과 동쪽의 구로가네 문(鉄御門)을 배치하였다. 이 구로가네 문도 2중 문으로 되어있고, 다몬 망루가 감싸고 있다. 니노마루 주위는 토담으로 막고 있다.
니노마루 어전의 정문으로써 남쪽에 있는 구로 문(黒御門)이 있고, 가까이 아카즈 문, 서쪽에는 구자쿠 문(孔雀御門), 히가시쿠로가네 문 가까이에는 조추 문(女中門)과 메시아와세 문(召合門), 나이쇼 문(内証門), 후조 문(不浄門), 혼마루 히가시 문 우마다시 부근에는 암문이 설치되어 있다. 어전의 남쪽 면에서부터 히가시쿠로가네 문까지 다몬이 서있고, 서쪽 면과 동쪽 면에는 토담이 둘러쳐져 있다. 구로 어문으로 들어서면, 정면과 서쪽에 걸쳐 오모테 어전, 그 안쪽에는 나카오쿠 어전과 오쿠 어전, 구로 어문 동쪽에는 오오쿠 어전, 그 안쪽에는 더넓은 니노마루 정원이 있다. 이 니노마루 정원은 번주 전용 정원으로 성곽내부에 있는 정원으로는 규모 면에서 손꼽히는 정원이다. 초기에는 중국풍 전원이었지만, 그 후, 순 일본식 회유식 정원으로 바뀌었다.
니노마루 어전은 니노마루 북쪽에 위치해있고, 남쪽에는 승마장이 있었다. 현재 승마장터에는 아이치 현 체육관이 들어서 있다.
현존해있는 것은 동, 서에 각각 구로가네 문의 두 번째 문인 구로가네 니노 문(鉄御門二之門)이 2동 있지만, 동쪽에 있는 히가시쿠로가네 니노 문(동쪽 구로가네 문의 두 번째 문)은 혼마루의 히가시 니노 문터(동문의 두 번째 문)터에 이축되었다. 그 밖에도 니노마루 내에 건물은 모두 철거되었지만, 현재 정원의 일부로 복원 정비되고 있다. 또, 니노마루에는 현재 나고야 성의 전신이라 할 수 있는 나고야 성(那古野城)이 있었고, 이를 알리는 석비가 있다. 덧붙여 옛 나고야 성은 오다 노부나가의 첫 번째 거성이었다고 알려져 있다.

### 니시노마루
니시노마루는 나고야 성의 정문부근에 위치해 있다. 남쪽에는 에노키다 문(榎多御門)이 있고, 마스가타와 2중성문구조로 되어있다. 이 문은 산노마루와 연계되어 있다. 남쪽 면은 다몬 망루가 설치되어 있으며, 그 밖에 주변은 토담으로 둘러쳐 있다. 남서쪽 구석부에는 고간조 다몬 망루, 서쪽 면 중앙에는 쓰키미 망루가 세워져있다. 성곽내 많은 미곡 창고가 이곳에 건설되어 보급기지로써의 성격이 짙다.
니시노마루에 있던 구조물은 메이지 시대에 모두 철거되었고, 1910년 (메이지 43년)에 에도 성의 하스이케 문(蓮池門)을 이축하여 세이몬(正門: 정문)이라고 개칭하였다. 불행히도 태평양 전쟁때 소실되었다. 현재 세이몬은 복원된 것이다. 현재 니시노마루에는 나고야 성 관리사무소와 천연기념물인 비자나무가 자라고 있다.

### 오후케마루
오후케마루는 혼마루의 북서쪽에 위치해 있다. 혼마루에는 아카즈 문으로 연계되어 있으며, 혼마루 북쪽에 있는 오시오구라가마에(御塩蔵構:소금 창고) 터와 니시노마루가 좁은 통로로 연계되어있다.
망루는 북서쪽과 북동쪽 부근에 2동이 있었고, 그 중에 북서쪽에 있는 세이호쿠 망루가 현존해 있다. 세이호쿠 망루는 3층3계의 구조로 되어 있으며, 규모면에서 히로사키성 천수와 마루가메성의 천수보다도 크다. 또, 기요스 망루라고도 불리는데 1611년 기요스성의 소천수를 이축했다고 전해진다. 실제 해체 수리시 이축한 흔적이 발견되었고, 기요스 성의 소천수일 가능성이 크다.
혼마루의 후방을 담당하는 성곽이며, 당초에는 성곽의 외측을 모두 다몬 망루로 지을 예정이었지만, 도중 계획이 변경되어 망루 이외에는 토담만 쌓았다. 이 이유는 겐나엔부(元和偃武)에 따라 공사가 중단되었기 때문이다. 이 성곽 안에는 각종 창고가 지어졌다고 사료된다.
또, 오후케마루에는 메이지 시대 초기에 노기 창고(乃木倉庫)라고 불리는 옛 일본 육군의 탄약고가 지어졌다. 이 탄약고는 오후케마루에 현존해있다. 또, 이 건물의 벽돌은 나고야 시내에 존재하는 어떤 건물보다도 오래된 벽돌 건물로, 태평양 전쟁중에는 혼마루 어전의 장벽화등이 이곳에 보관되었었다. 노기 마레스케(乃木希典)가 나고야 진다이에 근무할 때 지어져 노기 창고란 이름이 붙었다고 전해진다. 1997년 국가 유형문화재로 등록되었다.
그 밖에 오후케마루 동쪽에는 천수 재건공사때 철거된 천수각의 초석들이 놓여 있으며, 나고야 대공습때 불에 그을린 자국도 볼 수 있다.

### 산노마루
산노마루는 현재 나고야 시 나카 구 산노마루 1정목(一丁目) ~ 4정목(四丁目)까지의 지역과 거의 일치한다. 성곽내에는 중신들의 저택과 각종 신사가 건립되었다. 문은 5개였으며, 서쪽에는 암문(闇門)인 하바시다 문(巾下御門), 남쪽 면의 서쪽에는 미조노 문(御園御門), 남쪽 면 중앙에는 혼초 문(本町御門), 동쪽에는 히가시 문, 북쪽 면 니노마루에 시미즈 문(清水御門)이 있다. 각각 마스가타를 가지고 있다. 단, 문이 있는 주변은 석벽으로 이루어졌지만, 그 외에는 흙으로 되어있다.
산노마루에 있던 구조물은 모두 철거되었지만, 이치노미야시 묘코지의 정문인 소몬(総門)은 시미즈 문을 이축한 것이다. 나고야 도쇼궁은 산노마루 남쪽(나고야 시 나카 구 마루노우치)으로 이축되었고, 덴노 신사는 나고야 신사(那古野神社)로 명칭이 바뀌었다.
메이지 시대 이후 관청가로 변모하였으며, 나고야 성의 바깥 해자 일부는 메이지 후기 ~ 쇼와 후기에 결처 메이데쓰 세토선의 선로가 놓였다.
현재 산노마루에는 아이치 현청, 나고야 시청, 아이치 현 경찰본부, 각종 청사가 건립되어 아이치 현의 행정 중심지역이 되었다.

## 나고야 성의 긴샤치

### 긴샤치에 관한 에피소드

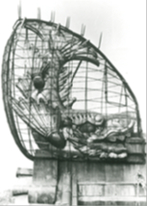
금망이 쳐진 긴샤치

- 처음 만들어진 긴샤치는 한개당 게이초 오반(1분당 금이 약 671/1000) 1940분의 금을 사용했다. 두 긴샤치의 금의 중량은 약 320kg이다. 하지만, 그 후, 재정이 악화되어 3회에 걸쳐 금박을 개수해 금의 순도를 낮추었다. 그 때문에 마지막에 가서는 광택이 툰탁해져 버렸다. 그것을 감추기 위해 긴샤치 주위에 금망을 둘러 위장했다. 이는 표면상으로 새의 접근을 막기 위해 설치되었다고 한다. 전화(戰禍)로 소실되기 전까지 긴챠치에 금망이 쳐져 있었다.
- 긴샤치는 바다를 건넌적도 있다. 1871년 정부에 헌상되어, 도쿄 궁내성에 납입되었다. 그 후, 수컷 샤치호코는 국내 박람회를 돌았고, 암컷 샤치호코는 1873년 빈 만국박람회에 출품되었다. 긴샤치가 대천수로 돌아온 것은 1879년 2월이 되어서였다.
- 긴샤치의 비늘 도난사건은 몇 번 일어났다. 에도 시대 큰 연을 이용해 긴샤치에 접근한 가키노기 긴스케의 전설이 유명하지만, 긴스케는 실재 도둑이다. 메이지 시후에는 3번 도난사건이 발생했고, 범인은 훔친 비늘을 녹여 매각하려다 체포되었다. 단, 3번째 사건이 있을 때는 하양기념사업 중이었기 때문에 당시 나고야 시장은 책임을 지고 사임하는 결과가 되었다.
- 소이탄으로 소실된 긴샤치의 잔해는 전후, 연합군 사령부에 접수되었고, 후에 대장성(재무부)으로 이관되었지만, 1967년 나고야 시로 반환되었다. 나고야 시는 잔핵을 녹여, 나고야 시의 깃봉의 환두로 가공해 보존하고 있다.
- 현재 긴샤치는 오사카의 조폐국에서 복원한 것으로 두 긴샤치의 금의 사용량은 약 88kg이다. 수컷 샤치호코(북측)에 44.7kg, 암컷 샤치호코(남측) 43.4kg 을 사용했다.[11]

### 긴샤치의 외부시설 전시

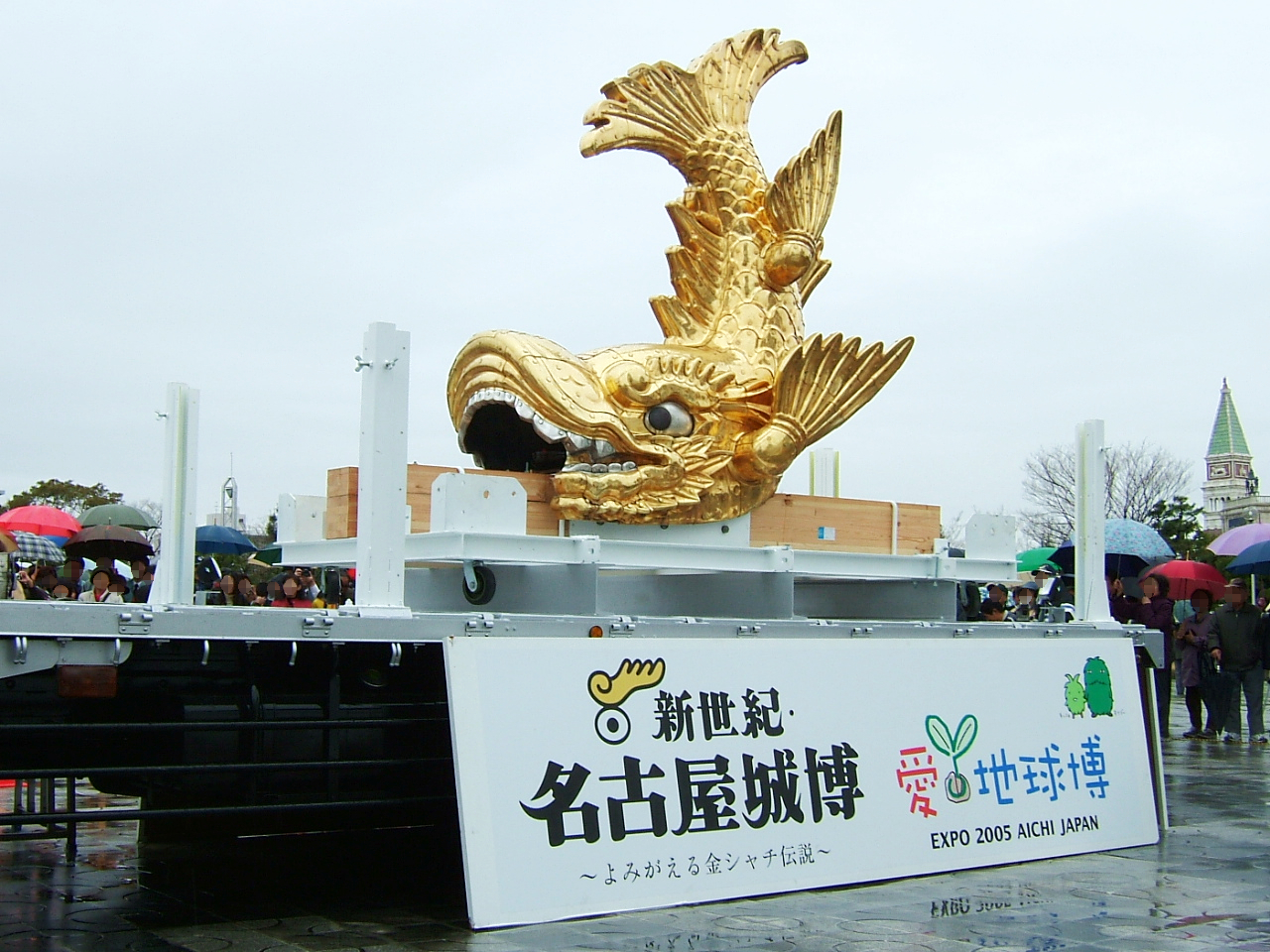
퍼레이드 중인 긴샤치

2005년 3월 24일 열린 일본 국제박람회의 개회식전에서 긴샤치가 전시되었다. 그 일이 있기 전에도 나고야 성의 박람회 개최로 천수로부터 지상으로 내려온적이 있었고, 메이조 공원내 박물관에 전시했었다. 하지만, 외부로 전시된 것은 1959년 재건되고 나서 처음 있는 일이었다.
또, 국제박람회가 있기 전날 3월 23일에는 나고야 시내 16구를 암수 둘로 나누어 퍼레이드를 했다.

## 오호리 전차
나고야 성 산노마루를 둘러싼 바깥 해자의 밑에는 1911년부터 1976년까지 전철을 운행했고, 오랫동안「오호리 전차」라고 불리었다.
오조네에서 세토 간을 연결하는 세토전기철도가 나고야 성 서쪽의 호리가와 강의 수운을 이용해 세토모노(도자기) 운송과 나고야 관청로까지 열차가 올 수 있도록 계획했다. 1911년 5월 23일 도이시타 ~ 오조네 구간, 10월 1일에는 호리가와 ~ 도이시타 구간을 개업했다. 도이시타 역은 산노마루 북동부의 바깥 해자에 위치해 있다. 그 곳으로부터 바깥 해자의 중간을 통과해 남하하고, 남동쪽 외진 곳에서 오른쪽으로 꺾어 서진한다. 그리고, 남서쪽 외진부분의 호리가와 역까지 복선으로 되어있다. 성의 해자 가운데로 선로가 놓인 곳은 주오 본선의 요쓰야역부근 등에서 볼 수 있지만, 해자의 원형을 그대로 둔 채 선로가 놓인 예는 드물다. 그 대신에 해자의 각진 부분에 반경 60m의 급 커브가 있거나, 복선부분의 폭이 충분치 않아 단복선(협궤)이라는 구조도 있다. 선로설치에 애로사항을 볼 수 있다.
세토전기철도는 1939년 나고야 철도로 병합되어 메이테쓰 세토 선으로 되었지만, 전후, 세토 선의 사카에마치 지역으로 노선이 결정되어 공사를 착공했다. 1976년 2월 15일에 호리가와 ~ 도이시타 구간의 폐선되었다. 현재, 대부분 철도시설이 철거되어 확인할 수 없지만, 단복선의 흔적 위에 있는 혼마치 다리의 벽돌아치, 그리고, 옛 오쓰마치 역사터로 내려가는 계단(출입금지)등을 볼 수 있다.

## 남아있는 건조물

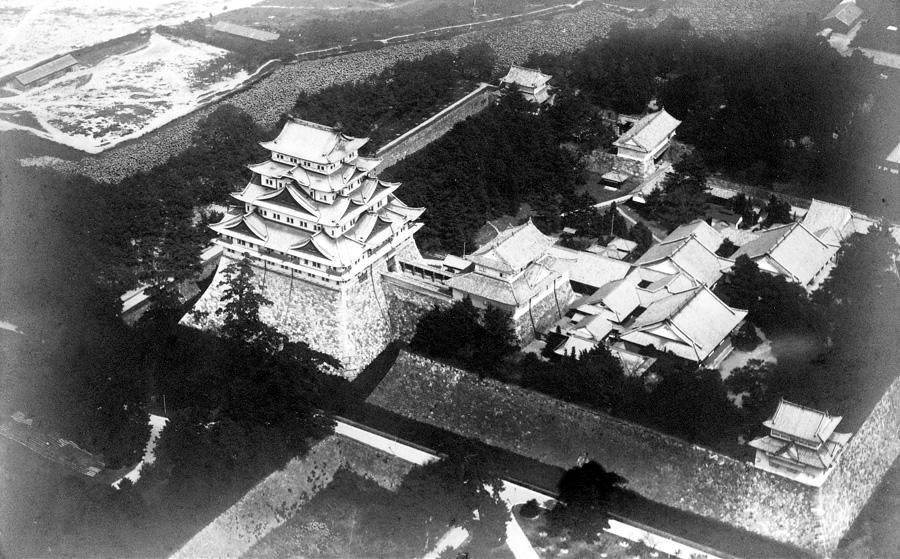
소실전의 나고야 성

태평양 전쟁전에는 舊국보 31건을 비롯 다수의 건물이 성내에 존재했지만, 1945년 5월 14일 8시 20분경 미육군 소속 B-29의 폭격으로 천수를 포함 대부분의 건물과 문화재가 소실되었다.
현재 남아 있는 건물은 6동으로 모두 중요문화재로 지정되었다. 6동은 다음과 같다. 혼마루의 도난 망루, 혼마루의 사이난 망루, 혼마루의 미나미니노 문, 니노마루의 히가시쿠로가네 니노 문(현재 혼마루의 히가시 니노 문 자리로 이축되었다.) 니노마루의 니시쿠로가네 니노 문, 오후케마루의 기요스 망루이다. 그 밖에도 니노마루 북쪽의 석벽위에는 〈난반 다타키〉 공법으로 지어진 토담을 볼 수 있다. 1952년 3월 29일 현재 성이 있는 지역 전체는 특별사적으로 지정되었다.

## 같이 보기
- 일본 3대 명성
  - 구마모토성
  - 나고야 성
  - 오사카성
- 나고야 성 (16세기)